# مرغ خزک
مرغ خزک(khazak) یا مرغ سیستانی از جمله انواع نژاد مرغ ایرانی است.
علت نام گذاری این مرغ به خزک، در بین مردم منطقه سیستان پاهای کوتاه آن است که هنگام راه رفتن تا حدودی شبیه خزیدن به نظر می‌آید. این نژاد همان‌طور که از نامش پیداست، اندامی بسیار کوچک داشته و دارای پاهای کوتاه می‌باشد. پرهای این نژاد به رنگ قهوه ای تیره بوده و مقاومت بسیار بالایی در برابر شرایط نامناسب جویی دارد. مرغ نژاد خزک معمولاً دربارهٔ زمانی کوتاهی از سال تخم‌گذاری می‌کند. اسفند تا خرداد بازه زمانی است که این نژاد شروع به تخمگذاری می‌کند و چیزی حدود ۹۰ تخم مرغ از خود به جای می‌گذارد. تخم مرغ نژاد خزک به رنگ سفید و با وزن حدود ۴۰ گرم می‌باشد.

## دیرینگی
ایران از دیر باز محل پرورش انواع ماکیان بوده و با توجه به اکوسیستم‌های خاص کشور، نژادهای مختلف طیور در آن تکوین یافته و منطقه سیستان به برکت رودخانه هیرمند و تالاب بین‌المللی هامون نیز از قطب‌های کشاورزی کشور از دوران باستان تاکنون بوده‌است و این شرایط بستر لازم برای بهبود و متناسب کردن طیور برای پرورش در این اقلیم با انتخاب‌های طبیعی و تصادفی مردمان این سرزمین، ایجاد کرده‌است.

## ویژگی‌ها
- مرغ خزک رنگ‌های مختلفی دارد از رنگهای حنایی تا قرمز و سفید و عموماً مخلوطی از رنگ‌ها را ما می‌توان بر روی پرهای این نژاد مشاهده کرد.
- سن بلوغ این نژاد ۶ تا ۷ ماهگی است و (اولین تخم‌های) تولیدی آن فاقد توانایی جوجه کشی می‌باشد.
- اندازه تخم از ۳۵ گرم تا ۵۰ گرم متغیر و رنگ تخم آن سفید کامل بوده و هرگز رنگهای دیگر مشاهده نمی‌شود.[۶]
- تاج به صورت شانه یا کنگره ای و لاله گوش قرمز پررنگ در مرغ و خروس مشاهده می‌شود.
- پرهای دم، در مرغ و خروس کاملاً به طرف بالا آمده به‌طوری که گاهی کاملاً عمود بر بدن دیده می‌شوند.
- میانگین وزن زنده بالغ این نژاد ۱٫۵–۲٫۵ کیلوگرم می‌باشد.

## دلایل اهمیت پرورش و تکثیر
- حفظ ذخایر پر ارزش مرغ‌های بومی، بهبود تغذیه روستاییان، ایجاد اشتغال و بهبود درآمد آنها
- مرغ خزک دارای استعداد تخم‌گذاری بالقوه ای می‌باشد، درصورت ایجاد اصلاح نژاد می‌تواند افزایش تولید قابل چشمگیری داشته باشد.
- مرغ بومی خزک در برابر شرایط نا مساعد زیستی و بیماری‌ها مقاومت بیشتری دارد.
- تولیدات طیور بومی به عنوان محصول ارگانیک (که بدون استفاده از دارو پرورش یافته‌اند) در میان مصرف‌کنندگان مقبولیت بیشتری دارد

و مزیت‌های بسیار دیگر می‌باشد.